# Valdas Benkunskas

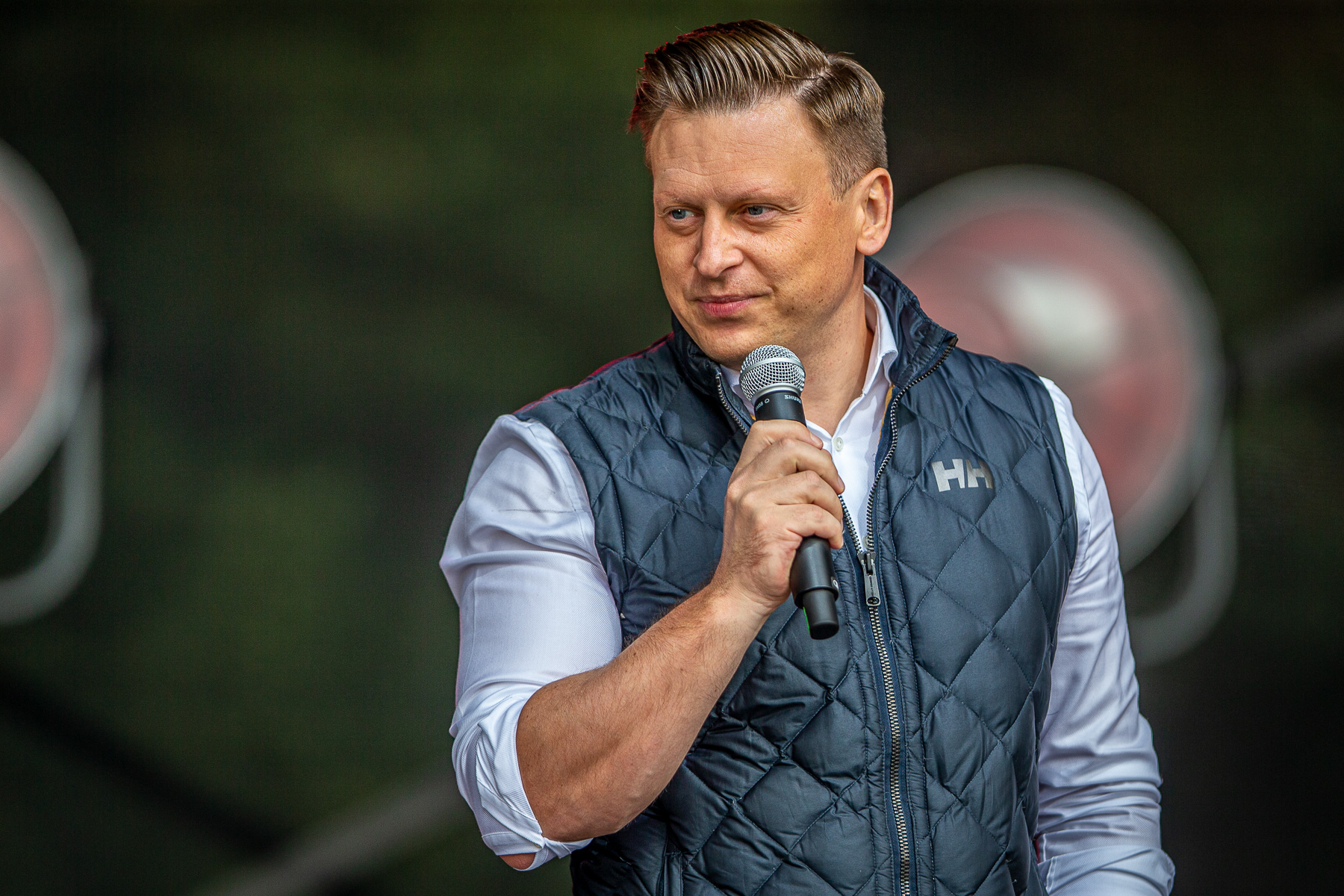
Valdas Benkunskas

Valdas Benkunskas (* 1. November 1984 in Šilutė) ist ein litauischer konservativer Politiker, seit dem 26. April 2023 Bürgermeister von Vilnius. Davor war er Vizebürgermeister der Stadtgemeinde Vilnius.

## Leben
Nach dem Abitur 2003 am Vydūnas-Gymnasium in Šilutė absolvierte Valdas Benkunskas von 2003 bis 2007 das Bachelorstudium und von 2007 bis 2008 das Masterstudium der Rechtswissenschaft an der Mykolo Romerio universitetas in der litauischen Hauptstadt Vilnius. Er war Hilfsmitarbeiter von Algirdas Saudargas im Europaparlament und Seimas. Von 2015 bis 2017 und von 2019  bis 2023 war er Vizebürgermeister von Vilnius, Stellvertreter von Remigijus Šimašius. Bei der Kommunalwahl 2023 wurde Benkunskas im zweiten Wahlgang zum Bürgermeister der Gemeinde ausgewählt. Er setzte sich gegen Artūras Zuokas durch.
Valdas Benkunskas ist Mitglied der Partei Tėvynės sąjunga – Lietuvos krikščionys demokratai. Von 2011 bis 2023 war er Mitglied im Stadtrat Vilnius. Er war Mitglied der Liga Junger Konservativer Litauens.

## Familie
Valdas Benkunskas ist seit 2020 verheiratet. Seine Frau Vismantė Vasaitytė (* 1996), Opern-Sängerin, ist Gehilfe von zwei konservativen Seimas-Mitgliedern (Paulė Kuzmickienė und Liudvika Pociūnienė) in der Seimas-Kanzlei. Sie haben eine Tochter.